# Zofia cieszyńska (ok. 1520–1541)
Zofia (ur. ok. 1520, zm. 1541) – księżniczka cieszyńska, córka księcia Wacława II i jego żony Anny Hohenzollernówny.

## Życiorys
Postać księżniczki cieszyńskiej Zofii znana jest z poświęconej jej tablicy nagrobnej, znajdującej się w kościele św. Bartłomieja w Pardubicach. Według napisu na tablicy księżniczka cieszyńska zmarła w 1541. Nie przekazuje ona informacji o pochodzeniu księżnej, lecz według wszelkiego prawdopodobieństwa jej ojcem był książę cieszyński Wacław II. Najprawdopodobniej to do niej odnosi się list króla czeskiego Ferdynanda I z 31 stycznia 1540, w którym w imieniu niepodanego z imienia hrabiego z Pezinok prosi opiekuna dzieci Wacława II Jana z Pernsteinu o wstawiennictwo w sprawie poślubienia przebywającej w Pardubicach księżniczki Zofii. Małżeństwo nie doszło jednak do skutku, gdyż już w następnym roku Zofia zmarła.